# Vila Romana (quartier de São Paulo)
 (septembre 2022).
Vila Romana est un quartier situé dans la zone ouest de la ville brésilienne de São Paulo qui fait partie de Lapa. À l'origine, il s'agissait d'un lotissement prévu au XIXe siècle, de chácaras agricoles, chacune d'une dizaine de milliers de mètres carrés.
Ses rues portent le nom d'empereurs, d'orateurs, de juristes, de dieux romains - toujours le prénom : Tito, Espártaco, Catão, Clélia, Marco Aurélio, Guaicurus, Camilo, Aurélia, Duílio, Fábia, Marcelina, Mauricina, Coriolano, Vespasiano, Scipião, Faustolo, Crasso, Praça Cornélia, entre autres.

## Histoire
Vila Romana s'est développée à partir de la fin du XIXe siècle et du début du XXe siècle avec l'industrialisation.
À la fin des années 1950, Vila Romana était un quartier de la classe moyenne inférieure avec une certaine possibilité d'ascension sociale, mais toujours avec une forte influence des Italiens et de leurs descendants. Les immenses blocs de dix mille mètres carrés avaient commencé à être occupés par des industries et des usines ou étaient "coupés" par de nouvelles rues - dont les noms maintes fois ne respectaient pas la conception originale -, afin de permettre aux maisons d'avoir accès au voie publique. Les maisons étaient toutes similaires : elles avaient toujours un jardin avec des arbres fruitiers, aussi petits soient-ils, et il était courant que plus d'une famille habite dans chacune d'elles.

## Actualité
Actuellement, Vila Romana connaît une transition vertigineuse: de petites sobrados de ville bourgeoises, ateliers, petites usines de confection, quelques usines encore en activité et d'autres abandonnées, à des immeubles moyens et haut de gamme, des bars et des restaurants, le résultat de la débridée expansion de la grande métropole.

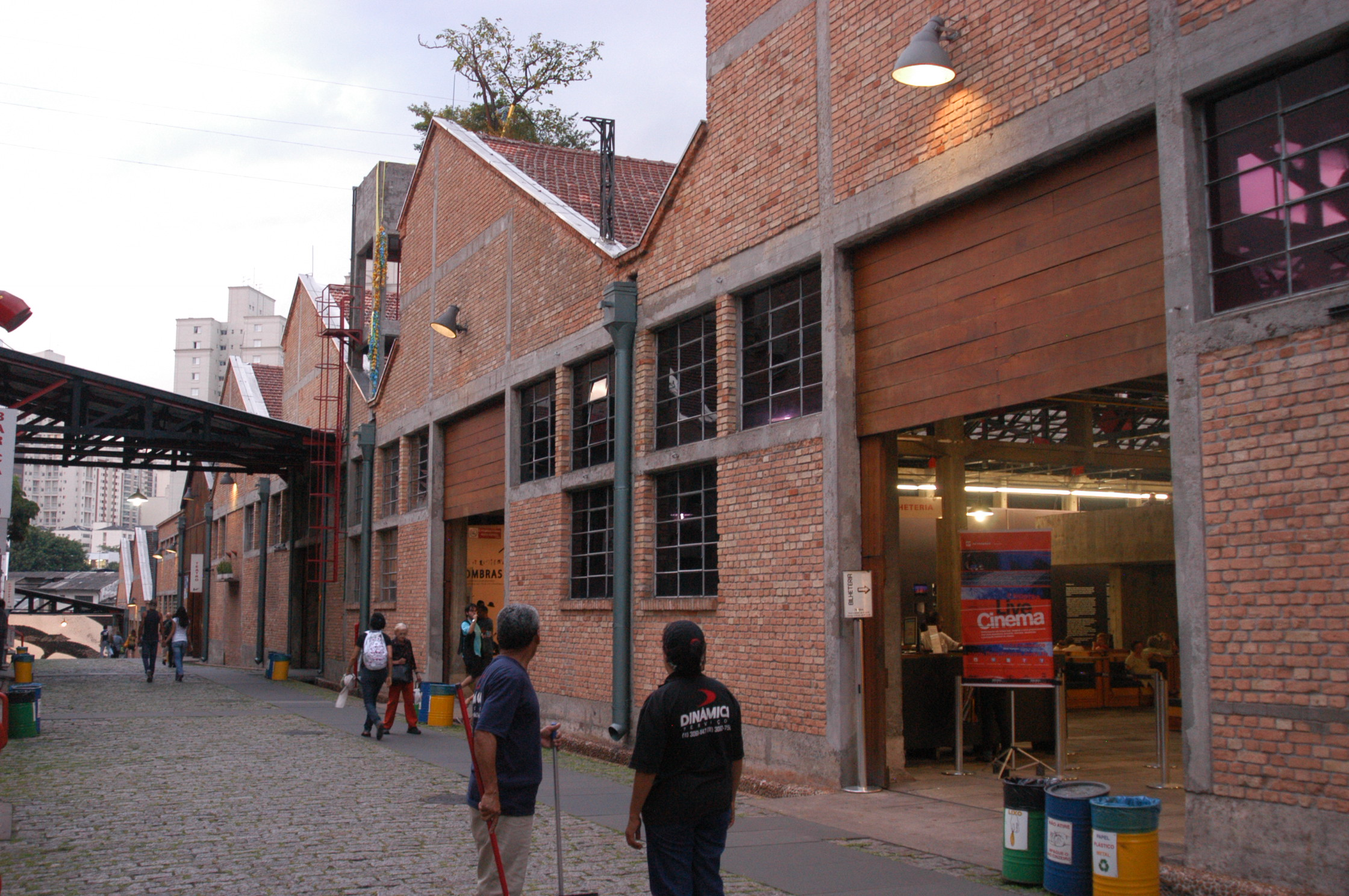
SESC Pompeia implanté dans une usine et avec entrée par la rua Clélia

## Loisirs
Vila Romana est très proche de Sesc Pompeia, avec des théâtres, des terrains de sport, une piscine, entre autres espaces de loisirs. Il est également très proche d'Allianz Parque, qui appartient à Palmeiras, le siège du club, qui se trouve à côté de l'arène, et de Bourbon Shopping Pompeia, où vous pouvez trouver une série de magasins importants, 11 cinémas, des restaurants et le théâtre Bradesco.
Le lieu culturel le plus connu du quartier était la salle de concert Olympia, qui a fonctionné entre 1988 et 2006, sur la Rua Clélia, et a accueilli de grands spectacles nationaux et internationaux,,.
Actuellement, le lieu culturel le plus connu est le théâtre Cacilda Becker, situé sur la rua Tito, ouvert en 1988 et rouvert, après rénovation, en 2009.
En 2022, Vila Romana a remporté sa première librairie de rue. Livraria Cabeceira appartient aux frères Adauto et Fabíola Nabuco et est située à Praça Alfredo Weiszflog, 38, en face du Teatro Cacilda Becker. 